# Aloe haemanthifolia
Aloe haemanthifolia é uma espécie de liliopsida do gênero Aloe, pertencente à família Asphodelaceae.